# 서울 송파구의 마천루 목록

롯데월드타워가 있다.

대한민국 서울특별시 송파구의 마천루 목록이다. 서울특별시 송파구에서 가장 높은 마천루는 롯데월드타워(123층, 555m)이다. 현재 대한민국에서 가장 높은 마천루다. 현재 서울특별시에서 가장 높은 마천루다. 현재 서울특별시 송파구에서 가장 높은 마천루다. 대한민국의 「초고층 및 지하연계 복합건축물 재난관리에 관한 특별법」에 따르면 '초고층 건축물' 이란 층수가 50층 이상 또는 높이가 200m 이상인 건축물을 말한다,
송파구에 마천루들이 많은데 대부분 잠실동과 신천동에 있다. 잠실동에 신천동에 갤러리아 팰리스 타워 A동(46층, 150m) 등이 있고 롯데월드타워(123층, 555m) 등이 있다.
잠실에서 보이는 마천루 중 초고층 건물이 있다. 대한민국에서 가장 높은 마천루 롯데월드타워(123층, 555m)이다. 롯데월드 완공 후 제2롯데월드 건설 계획이 있었다. 1987년부터 계획이 있고 1994년에 사업의 구체적인 계획을 발표했다. 1997년 100층 이하의 마천루가 추진된다고 한다. 2002년에 100층 이상 마천루가 추진되고 조감도를 수차례 변경하게된다. 2009년 건축 허가하고 2010년에 123층 건축 허가 후 착공하여 2017년에 완공 후 개장하였다.

## 마천루 순위
본 목록은 완공이 되었거나 상량식을 끝낸 마천루이다.
| 순위 | 이름                          | 사진 | 위치   | 높이 | 층수  | 완공 연도 | 비고                                |
| ---- | ----------------------------- | ---- | ------ | ---- | ----- | --------- | ----------------------------------- |
| 1    | 롯데월드타워                  |      | 신천동 | 555m | 123층 | 2017년    | 현재 서울에서 가장 높은 마천루이다. |
| 2=   | 갤러리아 팰리스 타워 A동      |      | 잠실동 | 150m | 46층  | 2005년    | [ 4 ] [ 5 ] [ 6 ]                   |
| 2=   | 갤러리아 팰리스 타워 B동      |      | 잠실동 | 150m | 46층  | 2003년    | [ 7 ] [ 8 ] [ 9 ]                   |
| 2=   | 갤러리아 팰리스 타워 C동      |      | 잠실동 | 150m | 46층  | 2003년    | [ 10 ] [ 11 ] [ 12 ]                |
| 2=   | 삼성SDS타워                   |      | 잠실동 | 150m | 30층  | 2014년    | [ 13 ]                              |
| 2=   | 향군타워                      |      | 잠실동 | 150m | 30층  | 2014년    | [ 14 ]                              |
| 2=   | 잠실 푸르지오 월드마크 1동    |      | 잠실동 | 150m | 39층  | 2013년    | [ 15 ]                              |
| 2=   | 잠실 푸르지오 월드마크 2동    |      | 잠실동 | 150m | 39층  | 2013년    | [ 16 ]                              |
| 9=   | 롯데캐슬골드 101동            |      | 신천동 | 148m | 39층  | 2005년    | [ 17 ]                              |
| 9=   | 롯데캐슬골드 102동            |      | 신천동 | 148m | 39층  | 2005년    | [ 17 ]                              |
| 11   | 타워730                       |      | 신천동 | 135m | 28층  | 2017년    | [ 18 ]                              |
| 12=  | KT송파타워 호텔동             |      | 신천동 | 130m | 32층  | 2021년    | [ 19 ]                              |
| 12=  | KT송파타워 오피스동           |      | 신천동 | 130m | 28층  | 2021년    | [ 19 ]                              |
| 14   | 더샵 스타리버 102동           |      | 신천동 | 128m | 39층  | 2006년    | [ 20 ]                              |
| 15=  | 잠실 더샵 스타파크 101동      |      | 신천동 | 127m | 39층  | 2008년    | [ 21 ]                              |
| 16   | 잠실 시그마타워               |      | 신천동 | 116m | 30층  | 1996년    | [ 22 ]                              |
| 17   | 롯데호텔월드                  |      | 잠실동 | 115m | 32층  | 1989년    | [ 23 ]                              |
| 18   | 한국루터회관                  |      | 신천동 | 108m | 24층  | 2010년    | [ 24 ]                              |
| 19   | 한미타워빌딩                  |      | 방이동 | 107m | 27층  | 1993년    | [ 25 ]                              |
| 20   | 잠실올림픽공원 아이파크 104동 |      | 풍납동 | 102m | 35층  | 2019년    | [ 26 ]                              |
| 21=  | 잠실 파크리오 112동           |      | 신천동 | 100m | 36층  | 2008년    | [ 27 ]                              |
| 21=  | 잠실 파크리오 113동           |      | 신천동 | 100m | 36층  | 2008년    | [ 28 ]                              |
| 21=  | 잠실 파크리오 114동           |      | 신천동 | 100m | 36층  | 2008년    | [ 29 ]                              |
| 21=  | 잠실 파크리오 115동           |      | 신천동 | 100m | 36층  | 2008년    | [ 30 ]                              |
| 21=  | 잠실 파크리오 210동           |      | 신천동 | 100m | 36층  | 2008년    | [ 31 ]                              |
| 21=  | 잠실 파크리오 211동           |      | 신천동 | 100m | 36층  | 2008년    | [ 32 ]                              |
| 21=  | 잠실 파크리오 212동           |      | 신천동 | 100m | 36층  | 2008년    | [ 33 ]                              |
| 21=  | 잠실 파크리오 213동           |      | 신천동 | 100m | 36층  | 2008년    | [ 34 ]                              |
| 21=  | 잠실 파크리오 214동           |      | 신천동 | 100m | 36층  | 2008년    | [ 35 ]                              |
| 21=  | 잠실 파크리오 215동           |      | 신천동 | 100m | 36층  | 2008년    | [ 36 ]                              |
| 21=  | 잠실 파크리오 216동           |      | 신천동 | 100m | 36층  | 2008년    | [ 37 ]                              |
| 21=  | 잠실 파크리오 217동           |      | 신천동 | 100m | 36층  | 2008년    | [ 38 ]                              |
| 21=  | 잠실 파크리오 224동           |      | 신천동 | 100m | 36층  | 2008년    | [ 39 ]                              |
| 21=  | 잠실 파크리오 229동           |      | 신천동 | 100m | 36층  | 2008년    | [ 40 ]                              |
| 21=  | 잠실 파크리오 304동           |      | 신천동 | 100m | 36층  | 2008년    | [ 41 ]                              |
| 21=  | 잠실 파크리오 306동           |      | 신천동 | 100m | 36층  | 2008년    | [ 42 ]                              |
| 21=  | 잠실 파크리오 308동           |      | 신천동 | 100m | 36층  | 2008년    | [ 43 ]                              |
| 21=  | 잠실올림픽공원 아이파크 103동 |      | 풍납동 | 100m | 35층  | 2019년    | [ 44 ]                              |

## 미완공 마천루

### 계획중인 마천루
이 목록은 현재 서울특별시 송파구에서 계획이 진행중인 마천루이다.
| 이름                        | 위치   | 높이 | 층수 | 완공 예정 | 비고   |
| --------------------------- | ------ | ---- | ---- | --------- | ------ |
| 뉴 트레이드 타워            | 잠실동 | 300m | 70층 | -         | [ 45 ] |
| 잠실주공5단지 재건축 아파트 | 잠실동 | -    | 70층 | -         | [ 46 ] |

### 취소된 마천루
이 목록은 서울특별시 송파구에서 건설이 취소된 마천루이다.
| 이름            | 위치   | 높이 | 층수  | 비고 |
| --------------- | ------ | ---- | ----- | ---- |
| 롯데월드 2 호텔 | 잠실동 | 555m | 112층 |      |

## 같이 보기
- 서울특별시
- 송파구
- 마천루 목록
- 아시아의 마천루 목록
- 대한민국의 마천루 목록
- 서울특별시의 마천루 목록